# Antonio Inoki

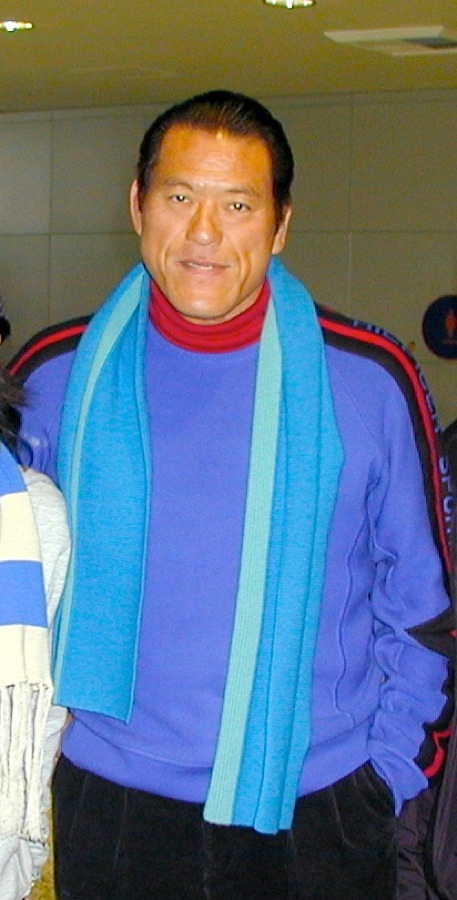
Antonio Inoki 2002.

Antonio Inoki, född Kanji Inoki den 20 februari 1943 i Yokohama, död 1 oktober 2022 i Tokyo, var en av de största personligheterna inom japansk fribrottning. Hans namn är vida känt utanför kretsen av fanatiker, vilket förstärks av hans insatser inom politik och inflytande på MMA.

## Uppväxt
Inoki föddes i en inflytelserik familj i Yokohama år 1943 och var näst yngst av de elva syskonen. Fadern, som var affärsman och politiker till yrket, gick bort när Inoki var blott 5 år gammal. I högstadieåldern hade Inoki utvecklat ett stort intresse för idrott och deltog i såväl basket som friidrott. Han bröder lärde honom även kampsporten karate.
Familjen flyttade till Brasilien när Inoki var 14 år gammal och där fortsatte Inoki att tävla, framför allt inom friidrott. Vid 17 års ålder upptäcktes han av Rikidozan, som vid den tidpunkten var Japans i särklass mest kända fribrottare. Han togs därefter tillbaka till Japan för att träna i dojon på Japanese Wrestling Association.

## Stil
Efter Rikidozans död ingick Inoki i ett lag ihop med den långe och populäre Giant Baba i fribrottningsförbundet Tokyo Pro Wrestling. Han gick strax tillbaka till JWA, men avskedades efter ett försök att ta makten över förbundet. Därför grundade han själv New Japan Pro Wrestling år 1972, där han såg till att få träna med några av de absolut högst ansedda brottarna. Han lärdes upp i s.k. "hook & shoot" av belgaren Karl Gotch, vilket kom att forma Inokis distinkta stil. Inoki kallade sin egen stil för Strong Style, som i grunden baserade sig på europeisk så kallad "catch wrestling". Likheterna med fribrottningens rötter i karnevaler var påtagliga och man betonade därmed realistisk mattbrottning, som dock kompletterades med intensiv boxning.
Inoki var även en pionjär inom MMA och visade upp sin styrka gentemot internationella storstjärnor, såsom Akram Pahalwan från Pakistan, Willie Williams (Kyokushin Karate), den olympiske silvermedaljören i judo Willem Ruska och WBA och WBC tungsviktsvärldsmästaren Muhammad Ali. Många av dessa matcher var uppgjorda, men den sistnämnda var faktiskt en legitim shootfight som slutade oavgjort. Matchen kostade enorma pengasummor på grund av gaget, men satte Inoki på kampsportskartan. Han hade vid den här tidpunkten "bevisat" för fansen att fribrottare kunde mäta sig med vilka fighters som helst. Den trovärdigheten har enligt de flesta bedömare satt Inoki i en ganska unik position, i en underhållningsform som annars ignoreras eftersom den baserar sig på uppgjorda matcher. Värt att notera är att matchens regler modifierades efter hand till Alis fördel, eftersom Ali inte ville tillåta grappling efter att ha sett Inokis färdigheter på träning. För boxningsfans framstod den s.k. matchen som ett enda stort jippo och ett sätt att lura publiken på pengar. För fribrottningen som fenomen gjorde matchen mer skada än nytta då dess stora stjärna tillbringade mesta tiden sittande eller liggande på ringgolvet. I tidningsartiklar långt efter detta jippo kunde man läsa att Inokis namn var utskämt i hemlandet och att han ångrade sitt deltagande.

## Inflytande på kampsport
Många av Inokis trainees har haft stora framgångar inom MMA. Exempel på detta är Satoru Sayama, Masakatsu Funaki, Nobuhiko Takada, Minoru Suzuki, Akira Maeda, Shinsuke Nakamura och Kazuyuki Fujita. Det är dessa personer som har grundat många av de moderna organisationerna inom mixed martial arts, såsom RINGS, Shooto, PRIDE och Pancrase. Den japanska fighting-industrin är med andra ord till stor del ett frö som har såtts av Inoki (och Gotch).
Inoki arrangerade också MMA-galor såsom "NJPW Ultimate Crush" och "Jungle Fight", som inte sällan innehåller matcher mellan NJPW-fribrottares och internationellt kända MMA-stjärnor. Han samarbetade mycket med K-1, exempelvis i Inoki-Bom-Ba-Ye där fribrottning och MMA visas upp parallellt.

## Politisk karriär
År 1989 etablerade Inoki ett "Sport- och fredsparti". Han valdes in i Japans nationalförsamling och blev därmed den förste fribrottare som kunde påbörja en politisk karriär på den nivån. Han fortsatte med fribrottning parallellt med detta arbete. Inoki sågs som kontroversiell, då han bland annat gjorde statsbesök hos Saddam Hussein och Fidel Castro. År 1995 slutade han med politik efter att ha misslyckats med att bli omvald.

## Titelhistorik

### All Japan Pro Wrestling
- 3-faldig AJPW All-Asia Tag Team Champion (med Michiaki Yoshimura x 2 och Kintaro Ohki x1)
- 1-Time NWA United National Championship

### World Wrestling Federation
- 1-faldig WWF Champion (erkänns ej av WWE)
- 2-faldig WWF New Japan Martial Arts Championship

### New Japan Pro Wrestling
- 1-faldig IWGP World Heavyweight Championship
- NJPW Annual World League 1974
- NJPW Annual World League 1975
- NJPW Annual MSG League 1978
- NJPW Annual MSG League 1979
- NJPW Annual MSG League 1980
- NJPW Annual MSG League 1981
- NJPW IWGP League 1984
- NJPW IWGP League 1986
- NJPW IWGP League 1876
- NJPW Annual MSG Tag League 1980 med Bob Backlund
- NJPW Annual MSG Tag League 1982 med Hulk Hogan
- NJPW Annual MSG Tag League 1983 med Hulk Hogan
- NJPW Annual MSG Tag League 1984 med Tatsumi Fujinami
- NJPW Japan Cup Tag Team League 1986 med Yoshiaki Fujiwara
- NJPW Japan Cup Six Man Elimination Tag League 1988 med Riki Choshu & Kantaro Hoshino
- NJPW Pre-Japanese Championship

### National Wrestling Alliance
- 1-faldig NWA World Tag Team Champion (Mid-Atlantics version, with Hiro Matsuda)
- 1-faldig NWA Texas World Tag Team Championship (Texas version, med Duke Keomuka)
- 2-faldig NWA North American Tag Team Champion (med Seiji Sakaguchi)
- 4-faldig NWA International Tag Team Champion (med Giant Baba)
- NWA 1st Tag League med Kantaro Hoshino
- NWA 2nd Tag League med Seiji Sakaguchi

### Japan Wrestling Association
- JWA 11th Annual League

### World Class Championship Wrestling
- 1-faldig WCCW Texas Heavyweight Championship

### Universal Wrestling Federation
- 1-faldig UWA Heavyweight Champion

### National Wrestling Federation
- 3-faldig NWF Heavyweight Champion

### World Championship Wrestling
- 1995 WCW Hall of Fame inductee

## Kuriosa
Inokis temalåt heter "Honno No Fighter" och användes ursprungligen av Muhammed Ali och gavs som present till honom. Normalt sett framförs en samba-version av låten, där stridsropet "Inoki Bom-by-ye!" skallar genom åskådarskaran. Bakgrunden till det är att Ali hörde ett liknande rop under en tour i Afrika, "Ali Bom-by-ye", när han var där för att göra promotion för boxningsgalan Rumble In The Jungle.